# Voorpost
Voorpost ist eine rechtsextreme Organisation in den Niederlanden und Flandern.

## Name
Der Begriff Voorpost ist die flämische und niederländische Bezeichnung für Vorposten.

## Inhalte

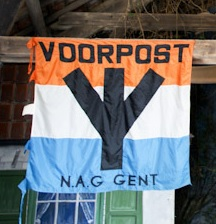
Algiz-Rune auf der Flagge der Nationalistischen Aktionsgruppe Voorpost Gent

Der irredentistisch orientierte Voorpost strebt einen großniederländischen Nationalstaat an. In diesem sollen alle niederländischsprachigen Gebiete Europas vereinigt werden. Die Gruppe führte unter anderem Kampagnen gegen den Islam und Moscheen, die politische Linke, Drogen, Pädophilie und Zoophilie.

## Geschichte
Die Gruppe wurde 1976 in Flandern vom rechtsnationalistischen Politiker Karel Dillen gegründet. Sie spaltete sich aus der ursprünglich linksnationalistischen Volksunie ab. 2005 leistete Voorpost eine Spende an den Rechtsextremisten Siegfried Verbeke, einen Leiter der holocaustleugnenden Gruppe Vrij Historisch Onderzoek. Voorpost und Vlaams Belang waren 2015 an der Gründung des flämischen Ablegers von Pegida beteiligt. Am 26. Januar 2015 wurde eine Demonstration von Pegida Flandern in Antwerpen aus Sicherheitsgründen verboten.

## Beurteilungen durch niederländischen Geheimdienst und Gewerkschaftsbund
Der niederländische Geheimdienst AIVD stuft Voorpost als rechtsextrem ein. Er stellt jedoch auch fest: „Voorpost verfolgt keine antidemokratischen Ziele und setzt keine undemokratischen Mittel ein.“
Der niederländische Gewerkschaftsbund FNV und das Anne-Frank-Haus stufte Voorpost auf einer ab 1986  gültigen Liste als rassistisch und faschistisch ein. Infolgedessen war es Voorpost-Mitgliedern nicht erlaubt, der FNV beizutreten. Jedoch urteilte 2012 die niederländische Gleichbehandlungskommission CGB, dass dieses Verbot aufzuheben ist, weil die Diskriminierung von politischen Meinungen in den Niederlanden gegen das Gesetz verstößt.

## Bekannte Mitglieder
Unter anderem sind folgende Mitglieder von Voorpost als solche bekannt:
- Karel Dillen, Parteigründer[5]
- Nick van Mieghem, seit 2013 Aktionsführer für Flandern[11][12][13]
- Tim Mudde, Voorpost Nederland, Mitglied der rechtsextremen Centrumpartij 86[3]
- Yves Pernet aus dem rechtsextremen Vlaams Belang, Rechts Actueel und Stop Christenvervolging; teilte ein Bankkonto mit der Schule Sint-Ignatius der Diener Jesu und Mariens[14][15]
- Roland Raes, aus dem rechtsextremen Vlaams Blok[16][11]
- Marcel Rüter, Voorpost Nederland, Autor der rechtsextremen Zeitschrift Nation Europa, setzte sich für die Apartheid in Südafrika ein[3]
- Bart Vandenpachtenbeke, internationaler Vorsitzender[2]
- Florens van der Kooi, Aktionsführer für die Niederlande[17]
- Johan Vanslamsbrouck, ehemaliger internationaler Vorsitzender[18]
- Luc Vermeulen, aus dem Vlaams Belang[16]

Mehrere Mitglieder des Voorpost gehörten der 1983 verbotenen rechtsterroristischen Organisation Vlaamse Militanten Orde an.

## Weblink
- Website der Organisation